# Clúsio

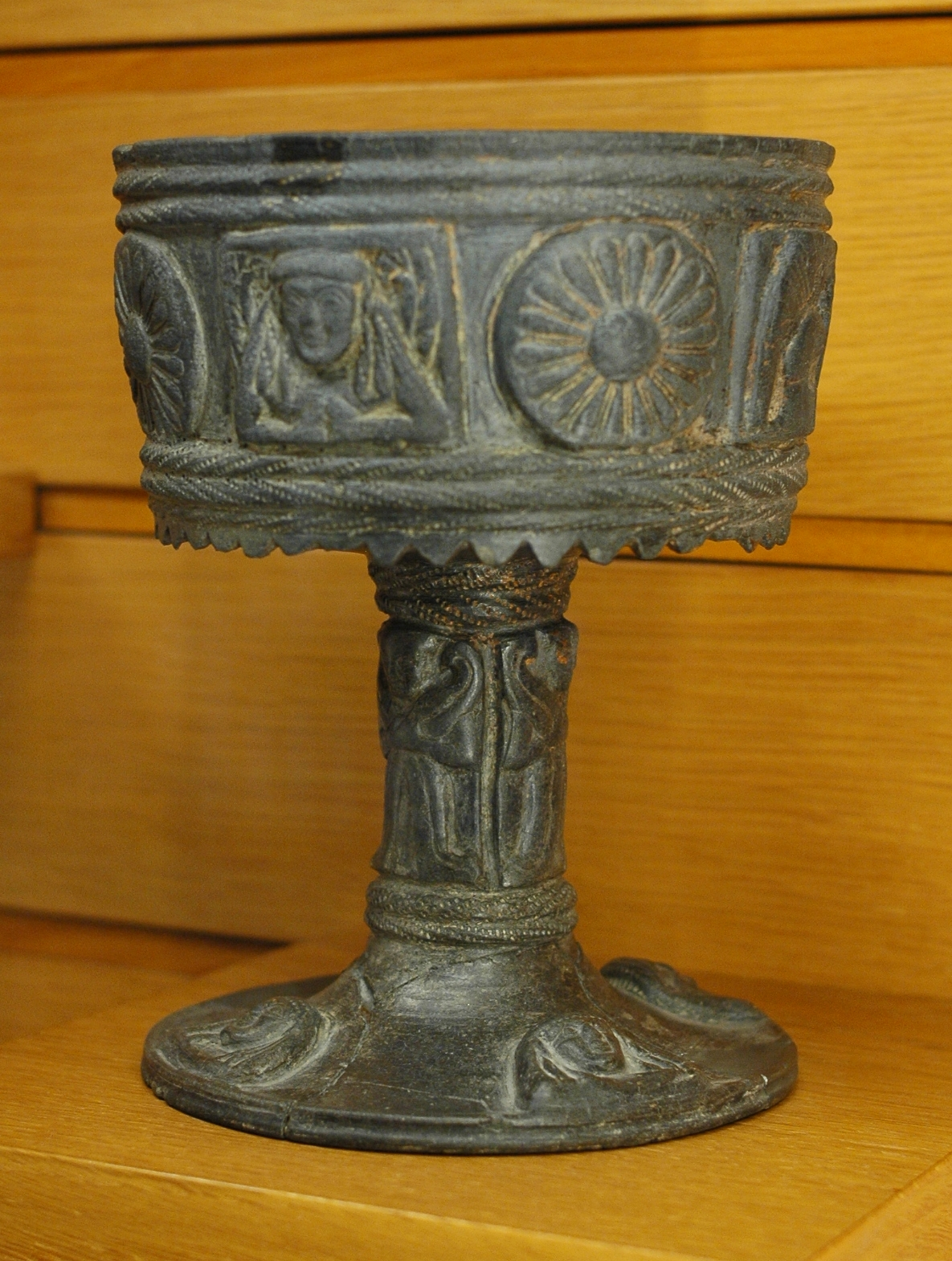
Bucchero

Clúsio (em latim: Clusium; em grego:  Κλύσιον, Klýsion, ou Κλούσιον, Kloúsion; da Úmbria: Camars) foi uma antiga cidade na Itália, uma das muitas encontradas. O atual município de Chiusi (Toscana) em parte se sobrepõe a esta cidade romana murada. A cidade romana remodelou a anterior Etrusca, Clevsin, encontrada no território de uma cultura pré-histórica, possivelmente, também Etrusca ou proto-Etrusca. O sítio está localizado no norte da Itália central, no lado oeste dos Apeninos.

## História
No momento em que ela aparece em Historia de Tito Lívio, já é um grande cidade Etrusca. Sobre a sua existência anterior, Lívio apenas faz uma breve declaração que já foi chamado de Camars.